# نجوى الموجي
نجوى الموجي (25 مايو 1939 - 3 ديسمبر 2016)، ممثلة ومغنية ومنتجة مصرية، بدأت بالغناء في الصالات والأفلام ثم قدمت بعض الأدوار الثانوية وقامت بأدوار شبه رئيسية في أفلام شاركت في إنتاجها مثل «شهد الملكة» ولها ادوار ذات طابع خاص لا تنسى مثل دورها في فيلم «الهلفوت» و«حتى لا يطير الدخان» وغيرها من الأدوار الأخرى. كان من أهم أغانيها «دقي يا مزيكا» و«على باب بيت العريس».  
توفيت بعد الإصابة بالسرطان في 3 ديسمبر 2016 عن عمر يناهز 77 سنة وكانت حصيلة أعمالها:
أربعة أعمال تلفزيونية (سهرة تليفزيونية «الرجل المناسب» - مسلسل «الدنيا الجديدة» - مسلسل «وفاء بلا نهاية» 1978 - مسلسل «الجوارح» 1986)
ثلاثة أعمال غناء: "لا تظلموا النساء" فيلم 1980 - «درب البهلوان» فيلم 1992 - بهوات آخر زمن" فيلم 1996)
إنتاج فيلمين: «درب البهلوان» فيلم 1992 – «شهد الملكة» فيلم 1985.

## قائمة أفلامها
فيلم «لقاء الغرباء» للمخرج سيد طنطاوي عام 1968
فيلم «لا تظلموا النساء» للمخرج حسن الإمام عام 1980
فيلم «اليتيم والحب» للمخرج محمود فريد عام 1981
فيلم «أسوار المدابغ» للمخرج شريف يحيى عام 1983
فيلم «حتى لا يطير الدخان» للمخرج أحمد يحيى عام 1984
فيلم «إنهم يقتلون الشرفاء» للمخرج ناصر حسين عام 1984
فيلم «الهلفوت» للمخرج سمير سيف عام 1984
فيلم «شهد الملكة» للمخرج حسام الدين مصطفى عام 1985
فيلم «الأوغاد» للمخرج أحمد النحاس  عام 1985
فيلم «عزبة الصفيح» للمخرج إبراهيم عفيفى عام 1987
فيلم «المخطوفة» للمخرج شريف يحيى عام 1987
فيلم «حظ من السماء» للمخرج عبد الهادي طه  عام 1988
فيلم «غلطة أم» للمخرج إسماعيل حسن  عام 1989
فيلم «عشش الترجمان» للمخرج سيد سيف عام 1990
فيلم «درب البهلوان» للمخرج سيد سيف عام 1992
فيلم «دائرة الموت» للمخرج سيد سيف  عام 1993
فيلم «بهوات آخر زمن» للمخرج إبراهيم عرايس عام 1996

## وصلات خارجية
- نجوى الموجي على موقع IMDb (الإنجليزية)
- نجوى الموجي على موقع الدهليز
- نجوى الموجي على موقع قاعدة بيانات الأفلام العربية